# 우마 (탐라)
우마(宇麻, 생몰년 불명)는 7세기의 탐라 사람으로, 673년에 일본으로 파견된 사신들 중 한 명이다.
우마의 이름은 『 일본서기 』에 덴무 천황 2년(673년) 윤 6월 8일 조에만 나타난다. 이날 탐라는 왕자 구마운, 도라, 우마를 보내 일본에 조공했다. 아마 8일은 쓰쿠시(규슈)에 도착한 날짜로, 그들은 같은 시기에 온 신라의 사신들과 함께 잠시 쓰쿠시에 머물렀다. 그러나 8월 9일에 신라 사신들만 받아들이고 탐라의 사신들은 돌려보내졌다. 임신의 난에서 승리하고 즉위한 지 얼마 안된 덴무 천황은 덴지 천황을 조문하는 사신들을 받지 않았던 것이다.

## 참고문헌
- 小島憲之、直木孝次郎、西宮一民、蔵中進、毛利正守・校注・訳『日本書紀』3、小学館、新編日本古典文学全集4、1998年、ISBN 4-09-658004-X。
- 坂本太郎、家永三郎、井上光貞、大野晋、校注『日本書紀』5、岩波書店、岩波文庫、1995年、ISBN 4-00-300045-5。（1993年発行の日本古典文学大系新装版『日本書紀』の文庫化）。